# Priester (Christentum)

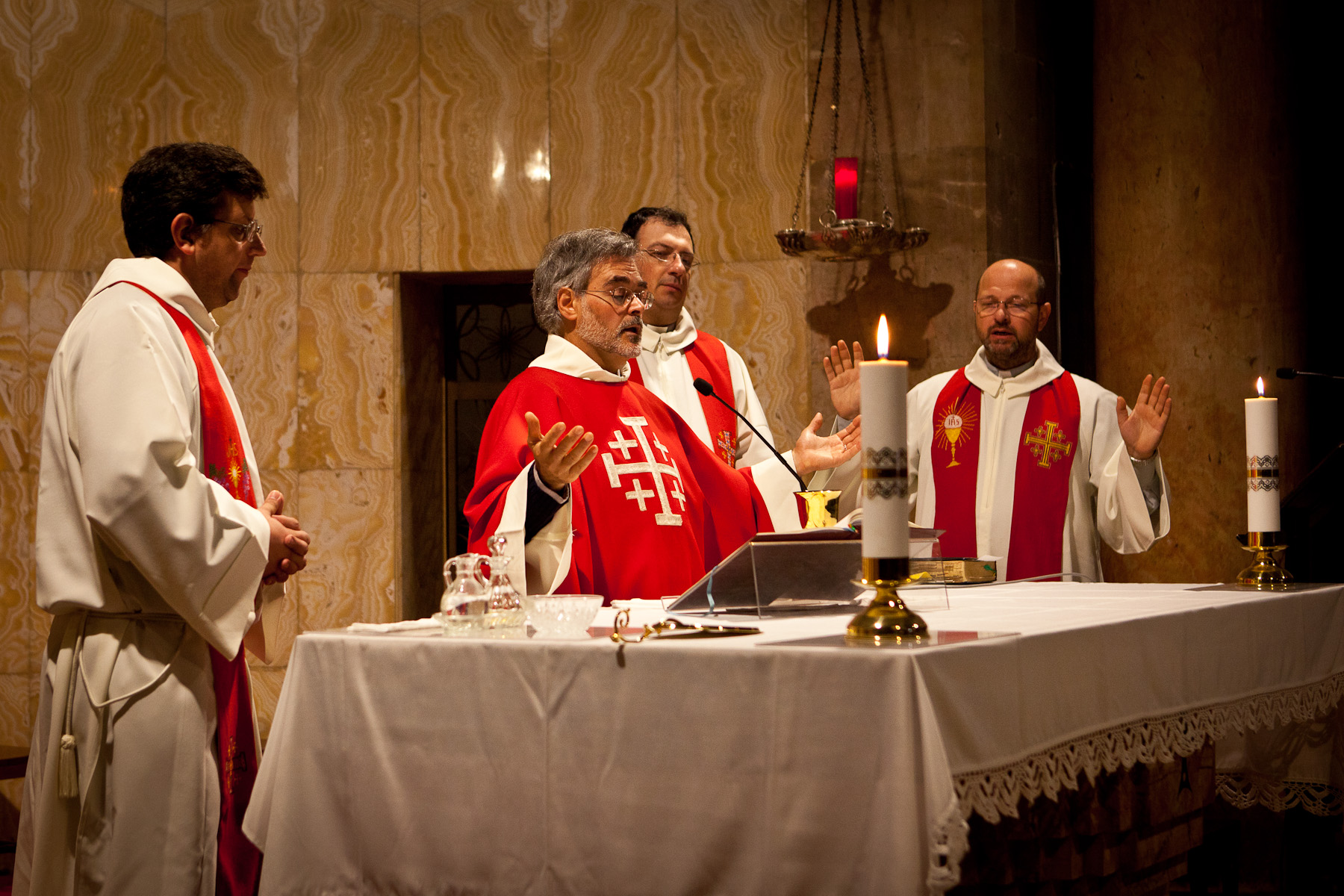
Römisch-katholische Priester bei der heiligen Messe in Jerusalem

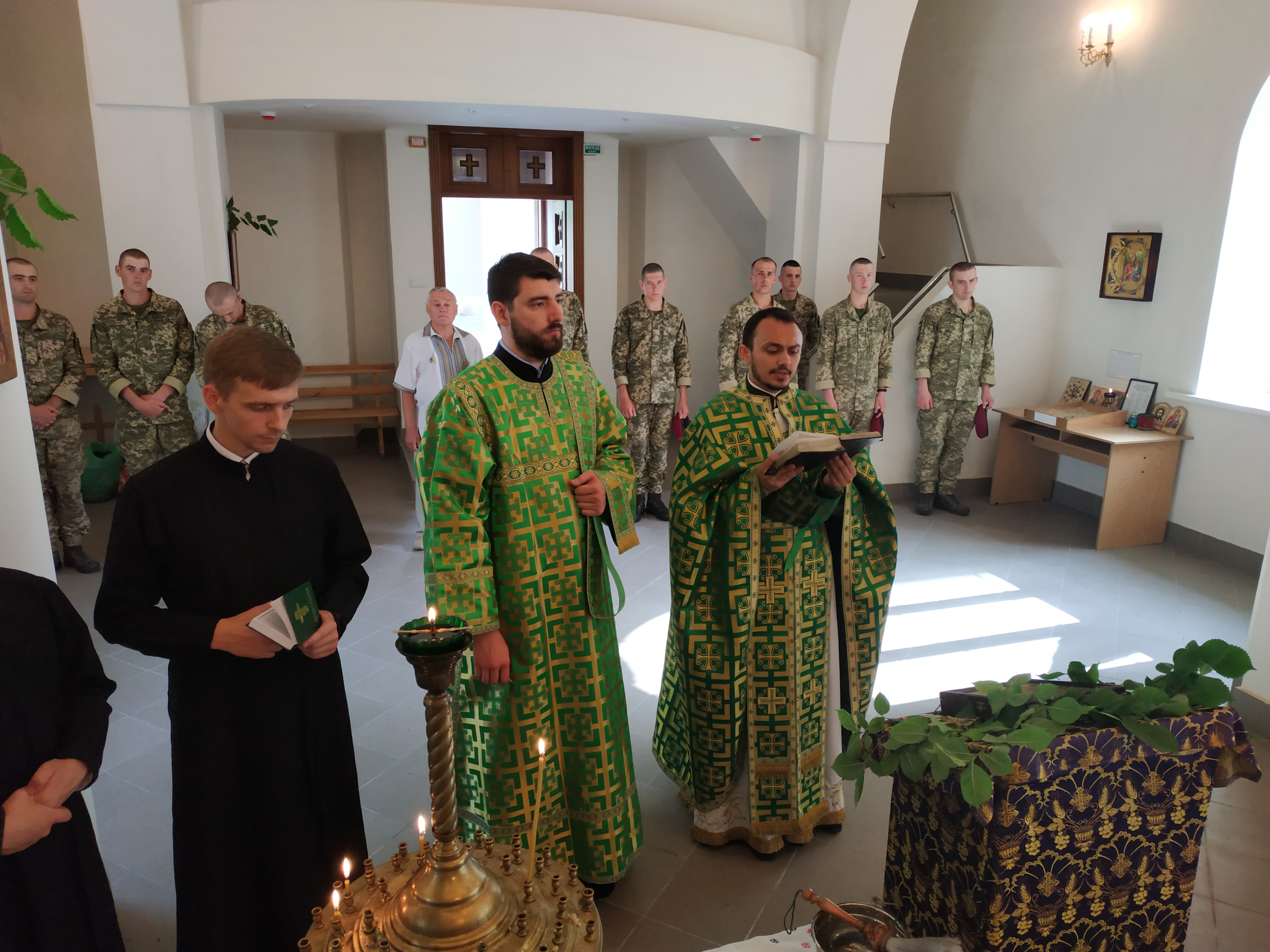
Orthodoxer Priester mit Diakon in Kiew (2019)

Der Priester ist im Christentum der Träger eines kirchlichen Amts, der eine liturgische Weihe empfangen hat und zu besonderen gottesdienstlichen Handlungen bevollmächtigt ist. Ein solches Priestertum kennen die römisch-katholische, die altkatholische, die anglikanische Kirche und die orthodoxen Kirchen. Die Kirchen der reformatorischen Tradition lehnen ein Priestertum in diesem Sinn ab.

## Etymologie, Bezeichnungen und Anreden
Das deutsche Wort Priester stammt vom griechischen πρεσβύτερος, presbýteros, „Ältester“ (vgl. Apg 14,23 ). Das Wort für Priester ist in den meisten europäischen Sprachen davon abgeleitet (priest, prêtre, prete). Andere Sprachen entnehmen das Wort dem Bedeutungsfeld von griechisch ἱερός, hierós, „heilig, geweiht“ oder lat. sacérdos, „Priester“ (sacerdote), von lat. sacer „heilig, geheiligt“.
Priester werden, sofern sie keinen höheren Titel (z. B. Monsignore, Prälat oder Domkapitular) tragen, in der Regel mit einer Abkürzung oder besonderen Bezeichnung vor ihrem Namen genannt.
Die traditionelle Höflichkeitsanrede des Priesters ist Reverendus Dominus, abgekürzt R. D., im Deutschen „Hochwürdiger Herr“ (H. H.), im Englischen The Reverend. Die traditionelle Anrede des Priesters lautet „Hochwürden“, gilt bisweilen jedoch als unzeitgemäß, während sie im Englischen als „Reverend“ noch lebendig ist. In Deutschland wird im alltäglichen Umgang zunehmend ganz auf Titel verzichtet.
Die Bezeichnung eines Ordenspriesters lautet „Pater“ (‚Vater‘). In einigen Orden lassen sich auch Priester als „Bruder“ anreden, genau wie die Ordensmitglieder ohne Priesterweihe. Im Italienischen ist „Don“ gebräuchlich (von lat. dominus, Herr), im Französischen „Abbé“ (von lat. abbas, Vater) oder „père“.

## Ausbildung und Priesterweihe
Die Priesterweihe ist in der römisch-katholische Kirche, den orthodoxen, altkatholischen und anglikanischen Kirchen die zweite Stufe des dreistufigen Weihesakraments. Auch die Christengemeinschaft kennt die Priesterweihe, jedoch keine anderen Weihestufen.
In der römisch-katholischen Kirche erfolgt die etwa achtjährige Ausbildung zum Priester im Wesentlichen im Priesterseminar. Die Priesteramtskandidaten durchlaufen eine zweiphasige Ausbildung, die in Deutschland durch die „Rahmenordnung für die Priesterbildung“ der Deutschen Bischofskonferenz geregelt wird. Auf die erste Phase des Studiums der katholischen Theologie folgt in der zweiten Phase die praktische Ausbildung, die in Jahresschritten zur Weihe als Diakon, als Priester und zum Pfarrexamen führt.

## Frühes Christentum
Das Neue Testament scheint für das entstehende Heidenchristentum keine vermittelnde Priesterklasse vorzusehen: „Denn: Einer ist Gott, einer ist auch Mittler zwischen Gott und den Menschen, der Mensch Christus Jesus“ (1 Tim 2,5 ). Deshalb gebrauchte das frühe Heidenchristentum den Titel des Hohenpriesters ausschließlich im Blick auf Jesus Christus, so etwa in Hebr 4,14–16 , 5,1–6 . Der Begriff des Priesters im kultischen Sinn (Kohanim, Hiereus) wird im Neuen Testament für alle verwendet, die an Jesus Christus glaubten (zum Beispiel 1 Petr 2,9 , Offb 1,6 ). Die im Neuen Testament genannten Ämter sind Dienstfunktionen der vor allem heidenchristlichen Anhänger Jesu Christi.
Durch das Anwachsen der Heidenmission, der heidenchristlichen Gemeinden und ihre institutionelle Verfestigung, durch den Ausbau der neuen christlichen Liturgie und der Lehre, nicht zuletzt durch die antignostische Auseinandersetzung, gewannen die Ämter an Gewicht. Im zweiten Jahrhundert bildete sich die bis heute verbreitete dreigliedrige Struktur heraus: Bischof, Ältester (presbyteros) und Diakon. Der deutsche Begriff des Priesters hat sich etymologisch aus dem griechischen Begriff „presbyteros“ entwickelt.

## Amtsverständnis
In verschiedenen Kirchen hat sich ein unterschiedliches Verständnis des Priestertums entwickelt:

### Orthodoxe, katholische und anglikanische Theologie

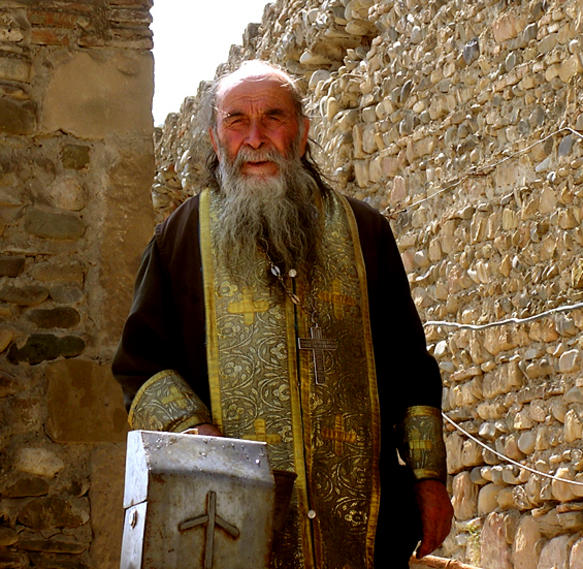
Georgisch-orthodoxer Priester

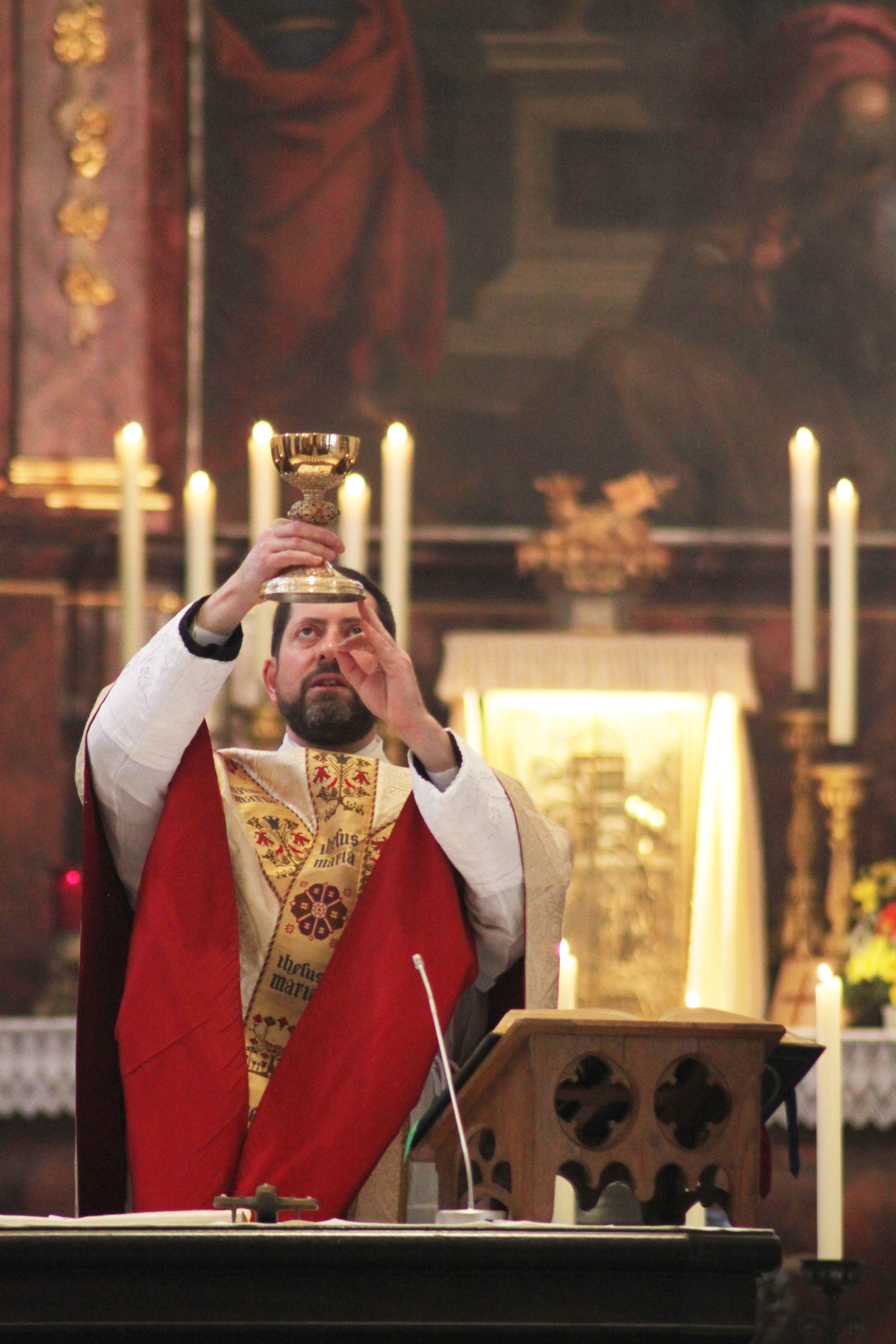
Römisch-katholischer Priester der Gemeinschaft Sankt Martin bei der Zelebration der Messe in Neviges, 2021

Im Verständnis der orthodoxen, der römisch-katholischen, der altkatholischen Kirche und der Anglikanischen Gemeinschaft sind die Bischöfe, Priester und Diakone durch die Weihe (Ordination), die ein Sakrament ist, mit einer unauslöschlichen Prägung (character indelebilis) versehen. Sie werden innerhalb des Volkes Gottes zu einem besonderen Dienst bevollmächtigt. Innerhalb des dreistufigen Weihesakraments (Bischof – Priester – Diakon) bilden die beiden ersten die priesterlichen Ämter, während die Diakone nicht zum Priestertum, sondern zum Dienst bestellt sind. Dies wurde jedoch in der Frühzeit des Christentums anders gesehen, so etwa in der Didaskalia Apostolorum, welche die Diakone metaphorisch über die Priester stellt.
In der römisch-katholischen sowie den orthodoxen Kirchen sind die priesterlichen Ämter auf Männer beschränkt. Die Mehrheit der altkatholischen Kirchen und der anglikanischen Gemeinschaft praktiziert auch die Frauenordination.
In der Nachfolge der Apostel ist die Aufgabe des Priesters die Verkündigung des Evangeliums und die Spendung der Sakramente, insbesondere die Leitung der Eucharistiefeier. Der Priester handelt dabei „in persona Christi“. Die Weihe verleiht also eine besondere Verbundenheit mit Christus. Das Sakrament legitimiert die Fortführung priesterlicher Funktionen in der Kirche Christi. Die römisch-katholische Tradition verbindet mit dieser Sicht seit dem 11. Jahrhundert den Zölibat, der in den orthodoxen Kirchen nur für Bischöfe gilt. Die Bischöfe der katholischen, orthodoxen und anglikanischen Kirchen sehen sich in der ungebrochenen Sukzession der Apostel, die durch Handauflegung und Weihegebet weitergegeben wird (Apg 8,18 , Apg 14,23 , Hebr 6,2 , 2 Tim 1,6 ).
Alle Priester in diesen hierarchisch organisierten Kirchen unterstehen einem Oberen: die Weltpriester einem Bischof, die Ordenspriester einem Ordensoberen. Diözesanpriester wirken insbesondere als Pfarrer einer Pfarrei ihrer Diözese. Ordenspriester leben und arbeiten gemäß dem Charisma ihrer eigenen Gemeinschaft, von der Seelsorge über die Lehre oder die Krankenpflege bis hin zu medialen Aktivitäten. In zahlreichen Ländern – in Österreich aufgrund der Josephinischen Reformen – sind manche Ordensgemeinschaften verbreitet auch in der Pfarrseelsorge tätig. Neben der Pfarrseelsorge können Priester aber auch als Seelsorger an Wallfahrtsorten, in der „Sonderseelsorge“ in Krankenhäusern, Heimen, Schulen oder an anderen besonderen Orten wirken, Verwaltungsaufgaben etwa im Ordinariat übernehmen oder als Dozenten an katholisch-theologischen Fakultäten, katholischen Akademien sowie in Bildungswerken lehren.
In den altkatholischen Kirchen gibt es auch zahlreiche Priesterinnen und Priester, die keiner eigenen Gemeinde vorstehen, sondern ihren Dienst ehrenamtlich neben einer oder einem hauptberuflichen Geistlichen ausüben.
Seit dem Zweiten Vatikanischen Konzil wird das allgemeine Priestertum aller in Taufe und Firmung mit Christus verbundenen Menschen deutlicher herausgestellt. Allerdings spricht die katholische Theologie eher vom „gemeinsamen“ Priestertum, welches Priester und Laien verbindet. Dieses verwirklicht sich nach katholischer Auffassung jedoch nicht in gleicher Teilhabe, sondern im Zusammenwirken der kirchlichen Glieder je nach Berufung und Amt in der Hierarchie.
In Gottesdiensten trägt der Priester liturgische Gewänder wie Messgewand, Albe, Stola. Aber auch andere, die liturgische Dienste verrichten (Messdiener, Lektoren, Vorsänger), tragen (in Erinnerung an das Taufkleid vorwiegend weiße) liturgische Kleidung, die das allen gemeinsame Taufpriestertum abbildet (siehe: Liturgisches Gewand). Die Soutane war früher die übliche Alltagskleidung der katholischen Priester. Heute können Priester zivile Kleidung tragen, sollen dabei aber als Priester erkennbar sein.

### Lutherische Theologie
Der Begriff „Priester“ ist für lutherische Pfarrer zwar möglich, in den deutschsprachigen und anderen Ländern jedoch eher unüblich.
Eine Anwendung des Begriffs „Priester“ für lutherische Geistliche findet sich in den Bekenntnisschriften der evangelisch-lutherischen Kirche (BSLK):

„Dagegen in unseren Kirchen warten die Priester recht ihres Amtes, lehren und predigen das Evangelium, predigen Christum, dass wir nicht um unserer Werke willen, sondern um Christus willen Vergebung der Sünde und einen gnädigen Gott haben. […] Und wenn ja das Abendmahl oder die Messe sollt das tägliche Opfer genennet werden, so möchte billiger die Messe bei uns also heißen. […] So wir nun die Predigt des Evangeliums und den rechten Brauch der Sakramente bei uns behalten, so haben wir ohne Zweifel das tägliche Opfer.“

Die BSLK gehen mit dem Begriff „Priester“ für die eigenen lutherischen Geistlichen selbstverständlich um. Inhaltlich wird damit der priesterliche Dienst umschrieben, der aufgrund der Bekenntnisschriften mit der Rechtfertigungslehre, der Predigt des Evangeliums und der einsetzungsgemäßen Spendung der Sakramente übereinstimmt.
Einen weiteren Niederschlag hat der lutherische Priesterbegriff im Lied Wir danken dir, o treuer Gott des lutherischen Theologen Nicolaus Selnecker gefunden, dessen Lied als Beichtlied im Evangelisch-Lutherischen Kirchengesangbuch der Selbständigen Evangelisch-Lutherischen Kirche zu finden ist. Dort heißt es in Vers 2:

„Durch Priesters Mund sprichst du: Mein Kind, dir alle Sünd vergeben sind, geh hin und sündige nicht mehr und allweg dich zu mir bekehr.“

Im alltäglichen Sprachgebrauch findet der Begriff „Priester“ für lutherische Pfarrer sich auch in den lutherischen Kirchen des Baltikums und Skandinaviens. Die lutherischen Landeskirchen in Deutschland sowie weitere lutherische Kirchen, die dem Lutherischen Weltbund angehören, verwenden für ihre Pfarrer in der Regel nicht die Bezeichnung „Priester“. Sie beziehen sich auf Martin Luthers Lehre vom Priestertum aller Gläubigen, das auch für den Priesterbegriff der anderen evangelischen Kirchen leitend ist (siehe unten). Durch die Ordination oder auch Weihe zum geistlichen Amt, wie es in der Selbständigen Evangelisch-Lutherischen Kirche heißen kann, wird der Pfarrer zum besonderen Dienst an der Verkündigung des Wortes und Spendung der Sakramente geordnet, gesegnet und gesandt. In der Verkündigung von Gesetz und Evangelium und der Spendung der Sakramente repräsentiert er Christus und steht der Gemeinde gegenüber. Durch die Ordination unter Gebet und Handauflegung wird effektiv der Heilige Geist vermittelt und der Pfarrer durch Christus bevollmächtigt an seiner statt und in seinem Auftrag zu lehren, zu predigen und die Sakramente zu spenden. Mit den lutherischen Bekenntnisschriften kann daher die Ordination auch als Weihe zum geistlichen Amt mit sakramentalen Charakter verstanden werden, wie z. B. in der Selbständigen Evangelisch-Lutherischen Kirche.

„Wo man aber das Sakrament des Ordens wollt nennen ein Sakrament von dem Predigtamt und Evangelio, so hätte es keine Beschwerung, die Ordination ein Sakrament zu nennen. Denn das Predigtamt hat Gott eingesetzt und geboten, und hat herrliche Zusage Gottes. Wenn man das Sakrament des Ordens (Geistliche Amt) also verstehen wollt, so möcht man auch das Auflegen der Hände ein Sakrament nennen. Denn die Kirche hat Gottes Befehl, daß sie soll Prediger und Diakonos bestellen.“

In der Selbständigen Evangelisch-Lutherischen Kirche und zahlreichen lutherischen Kirchen außerhalb Deutschlands trägt der lutherische Pfarrer den Ornat, Alba, Stola und Kasel, oder auch nur Albe und Stola zum Zeichen dafür, dass er Inhaber des geistlichen Amtes und von Christus bevollmächtigt ist, öffentlich zu lehren und die Sakramente zu spenden.
Lutherische Pfarrer sehen sich in der Lehrsukzession, welche die Personalsukzession mit einschließt, in der Kontinuität zur Einen heiligen katholischen und apostolischen Kirche. Ein Opferpriestertum, wie es von lutherischer Seite in der römisch-katholischen Theologie vermutet wird, lehnen sie jedoch ab. Mit den Evangelisch-Lutherischen Bekenntnisschriften wird das geistliche Amt aus dem Apostolat abgeleitet.

„Weil nun Paulus klar zeuget, er hab bei Petro nicht wollen ansuechen, daß er ihm zu predigen erlaubte, auch dazumal, da er am letzten sei zu ihm kommen, haben wir eine gewisse Lehre, dass ‚das Predigtampt vom gemeinen Beruf der Apostel herkomment‘, und ist nicht not, daß alle dieser einigen Person Petri Beruf oder Bestätigung haben.“

Das geistliche Amt ist bei den meisten bekenntnislutherischen Kirchen Männern vorbehalten. Die überwiegende Zahl der lutherischen Kirchen weltweit praktiziert die Frauenordination.

### Evangelische Theologie
Die evangelische Theologie lehnt unter Berufung auf die Ekklesiologie ihrer Interpretation des Neuen Testaments ein besonderes Priestertum in der Kirche grundsätzlich ab. Ein evangelischer Pastor ist kein Priester. Alle Getauften haben gleichen Anteil am Priestertum Christi. Die Ordination der evangelischen Pfarrer bzw. Pastoren gilt als Beauftragung und Segenshandlung, nicht als Sakrament. In reformierten und presbyterianischen Kirchen steht das Wort „Presbyter“, das wie „Priester“ von presbyteros stammt, für das Mitglied des Gemeindevorstands, des Presbyteriums, und ist deshalb nicht mit einem Pfarrer, Pastor oder Priester zu verwechseln. Bei den evangelischen Christen gilt im Gegensatz zum katholischen Weihepriestertum das allgemeine Priestertum aller Gläubigen.

### Ökumenische Perspektiven
Der Gegensatz in der Sicht der kirchlichen Ämter und in der Frage ihrer Legitimität ist heute eines der größten Hindernisse der kirchlichen Einheit. Im Verständnis des priesterlichen Dienstes gibt es jedoch auch Annäherungen. Die meisten Kirchen stimmen inzwischen darin überein, dass es ein besonderes Amt in der Kirche gibt, das auch das Gegenüber Christi zur Gemeinde repräsentiert. Dieses Amt wird evangelischerseits im Pfarramt, katholischerseits im Bischofsamt gesehen.
Im Katholizismus wird eine allein rechtlich festgesetzte Untergliederung priesterlicher Dienste ohne Anbindung an die sakramental verstandene apostolische Sukzession nicht zugelassen. Man geht vom einen Weiheamt aus, das in der Bischofsweihe seine Fülle hat. Das Kollegium der Bischöfe verbürgt mit der Sukzession im Ritus der Handauflegung das Bleiben der gesamten Kirche in der Nachfolge der Lehre der Apostel. Somit kann als Priester die Gemeinde nur der lehren und leiten, der von einem Bischof dazu bestellt ist. Auch die Evangelische Kirche kennt die Sukzession im Sinne eines Festhaltens an der wahren apostolischen Lehre. Hier gibt es, wenn katholischerseits nicht einseitig rechtlich und evangelischerseits nicht einseitig pneumatologisch gedacht wird, durchaus ökumenische Anknüpfungspunkte.